# Юдзиулю Анагуей
Юдзиулю Анагуей е каган на Жоужан, управлявал през 520 – 552 година.
Той е брат на кагана Юдзиулю Чоуну и взема властта след преврат и продължителна гражданска война, в която го подкрепя Северна Уей. През 551 година влиза в конфликт с гьоктюркския тумен Бумън, който се обявява за самостоятелен владетел, сключва съюз със Западна Уей и поставя началото на Тюркския каганат.
През 552 година Анагуей претърпява тежко поражение от тюрките, след което се самоубива. Наследен е от своя племенник Юдзиулю Тиефа.